# Sân bay Tanegashima mới
Sân bay Tanegashima mới (新種子島空港 Shin Tanegashima Kūkō) (IATA: TNE, ICAO: RJFG), cũng gọi là Sân bay Tanegashima, là một sân bay ở Tanegashima, một trong các đảo của quần đảo Osumi thuộc tỉnh Kagoshima của Nhật Bản.

## Các hãng hàng không và các tuyến điểm
Hiện đang có các hãng hàng không sau hoạt động tại sân bay này:
- Japan Air Commuter (Kagoshima, Osaka Itami)